# 陈传峰
陈传峰（1965年—），安徽长丰人，享受国务院政府特殊津贴专家，中国科学院研究员，中国科学院大学教授。

## 生平
1986年毕业于安徽师范大学化学系，1989年于杭州大学获硕士学位，1994年于南京大学获博士学位。随后在中国科学院化学研究所、美国新墨西哥大学访问研究。2000年任中国科学院化学研究所研究员、博士生导师。现任中国科学院分子识别与功能重点实验室副主任。

## 学术贡献
主要从事超分子化学、有机功能材料化学等研究工作。主持中国科学院百人计划项目、国家杰出青年基金项目等多项，在Chem. Rev.、J. Am. Chem. Soc.、Angew. Chem.等学术期刊发表论文300余篇。2024年1月，当选中国化学会会士。